# Burgstall Poppenreuth
Der Burgstall Poppenreuth liegt im Ortsteil  Großkonreuth der oberpfälzer Gemeinde Mähring im Landkreis Tirschenreuth.

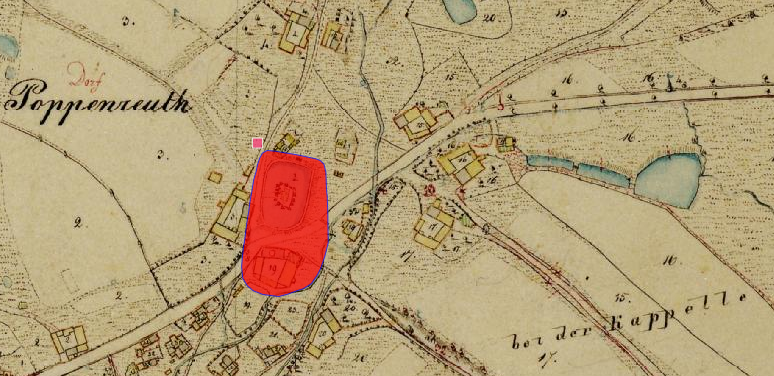
Burgstall Poppenreuth auf dem Urkataster von Bayern

## Geschichte
Das Dorf wird als Poppinruth erstmals in einer Schutzurkunde von Papst Lucius III., die für das Kloster Waldsassen 1185 ausgestellt wurde, genannt. Obwohl dies problematisiert wird, scheint hier die erste Burg gewesen zu sein, die das Kloster erworben hat. 1353 übernehmen die Herren von Wilbrandt zu Parkstein Poppenreuth auf Lebenszeit von dem Kloster. Der nächste Inhaber war ein Reindl aus Griesbach, der 1396 die Mühle, die Kretsche  (d. h. das Wirtshaus) und weitere Güter an das Kloster verkauft. Genannt wird 1422 ein pfälzischer Vasall Hans Asmann von Poppelrewt und 1482 ein Tirschenreuther Richter namens Hans Poppenreuther, was auf einen Ortsadel oder  auf Ministeriale des Klosters hinweisen könnte, die sich nach ihrem Herkunftsort nennen. 
Nicht genau bekannt ist, wann das Gericht von Griesbach nach Popplereuth verlegt wurde. 1502 wird hier der erste Richter erwähnt, und zwar anlässlich des Verkaufs des Blockwerkes (d. h. der Burg) und des zugehörenden Hofes an den stiftischen Dienstmann Hans Steger. Bald danach fallen diese wieder an das Kloster zurück und 1511 kann Abt Georg von Waldsassen den Besitz an Michael Frönl aus dem benachbarten Großkonreuth verkaufen. 1519 ging das Anwesen an Wolfgang Beuml, dessen Sohn wird noch 1523 als Inhaber genannt. 

## Burg Poppenreuth einst und jetzt
Im Unterschied zu anderen Ministerialenburgen wurde diese nicht vom Kloster Waldsassen abgerissen. 1502 wird die Burg als Sitz des Griesbacher Gerichtes genutzt. Vorher war sie mit dem zugehörenden Hof vielleicht ein landwirtschaftlicher Betrieb. 1515 wird die Kernburg noch als Blochwerk erwähnt, das zugehörende Gasthaus (Kretsche) wurde im 20. Jahrhundert beim Ausbau der Staatsstraße 2167 abgebrochen. 
Der Burgstall befand sich inmitten des Dorfes gegenüber von Haus 19. Ursprünglich war die Anlage zweigeteilt, in den Burgstall und in eine Vorburg mit der Kretsche. Der Burgstall bestand aus einer rautenförmigen Insel (22 × 17 m), die in einem Teich (49 × 45 m)  lag. Von drei Seiten war die Insel von einem Damm umgeben. Wegen der Benennung als Blochwerk wird an einen Turm gedacht, der auf einem entsprechenden Turmhügel stand oder an ein kleineres festes Haus mit einem hölzernen Obergeschoss.
Die Reste des Plochwerkes für das Weiherhaus standen früher unter Denkmalschutz, sind nun aber aus der entsprechenden Liste entfernt worden. Insel und Teich sind aber noch erhalten.